# Ereškigal
Nella mitologia sumera, Ereškigal (𒀭𒊪 𒆠 𒃲dEREŠ.KI.GAL, letteralmente "Signora della grande terra"), sorella di Inanna e moglie di Nergal, è la dea degli inferi (il Kurnugea). Governava sui demoni e sulle creature infernali, ed è co-protagonista di diverse storie riconducibili a miti ripresi successivamente.
Il suo corpo rammenta quello di un pesce, però in aggiunta possiede le squame tipiche del serpente, le mani sono umane, mentre dai lombi ai piedi è un cane. Per la sua conformazione mista, di adolescente-pesce-cane ricorda la greca Scilla.

## Il mito
È conosciuta principalmente attraverso due miti, che si ritiene simboleggino l'alternarsi delle stagioni, ma che avevano forse anche lo scopo di illustrare alcune dottrine risalenti al periodo mesopotamico. Ereškigal è la sorella di Ishtar e, da un certo punto di vista, anche la sua controparte, il simbolo della natura durante la stagione non produttiva dell'anno.
Uno di questi miti è la storia della discesa di Ishtar a Irkalla, o Aralu, come venivano chiamati gli inferi, e l'incontro con sua sorella che li presiede. Ereškigal intrappola poi la sorella nel suo regno buio ma Ishtar riesce a fuggire sacrificando suo marito Dumuzi in cambio di sé stessa.
L'altro mito è la storia di Nergal, il dio della peste, e la sua offesa a Ereškigal. Nergal si era rifiutato di alzarsi nel corso di un banchetto dopo l'arrivo di Namtar (il destino), ministro e rappresentante della stessa Ereškigal, invitata alla riunione dagli dei. Dopo l'affronto, Ereškigal chiese che Nergal le fosse consegnato per l'eventuale espiazione della sua colpa. Seguirono il conseguente esilio nel regno controllato dalla dea e la riconciliazione finale attraverso l'offerta di Ereškigal di rendere partecipe Nergal nel governo di Irkalla. Nella tradizione si racconta che Nergal sia stato il vincitore: dopo aver sconfitto Namtar e dopo aver tentato di tagliare la testa a Ereškigal, prese Ereškigal come moglie e divenne padrone del regno.